# Universitätsklinikum Brandenburg an der Havel
Das Universitätsklinikum Brandenburg an der Havel, ehemals Städtisches Klinikum Brandenburg bzw. kurz Klinikum Brandenburg, ist ein kommunales Krankenhaus der Schwerpunktversorgung in der Stadt Brandenburg an der Havel und eine der vier Universitätskliniken der Medizinischen Hochschule Brandenburg.
Vormals war das Klinikum akademisches Lehrkrankenhaus der Berliner Charité. Weiterhin kooperiert das Klinikum mit der Technischen Hochschule Brandenburg. Es verfügt über 492 Planbetten. Jährlich werden über 24.500 Patienten stationär behandelt. Betreiber ist das kommunale Unternehmen Städtisches Klinikum Brandenburg GmbH.

## Geschichte

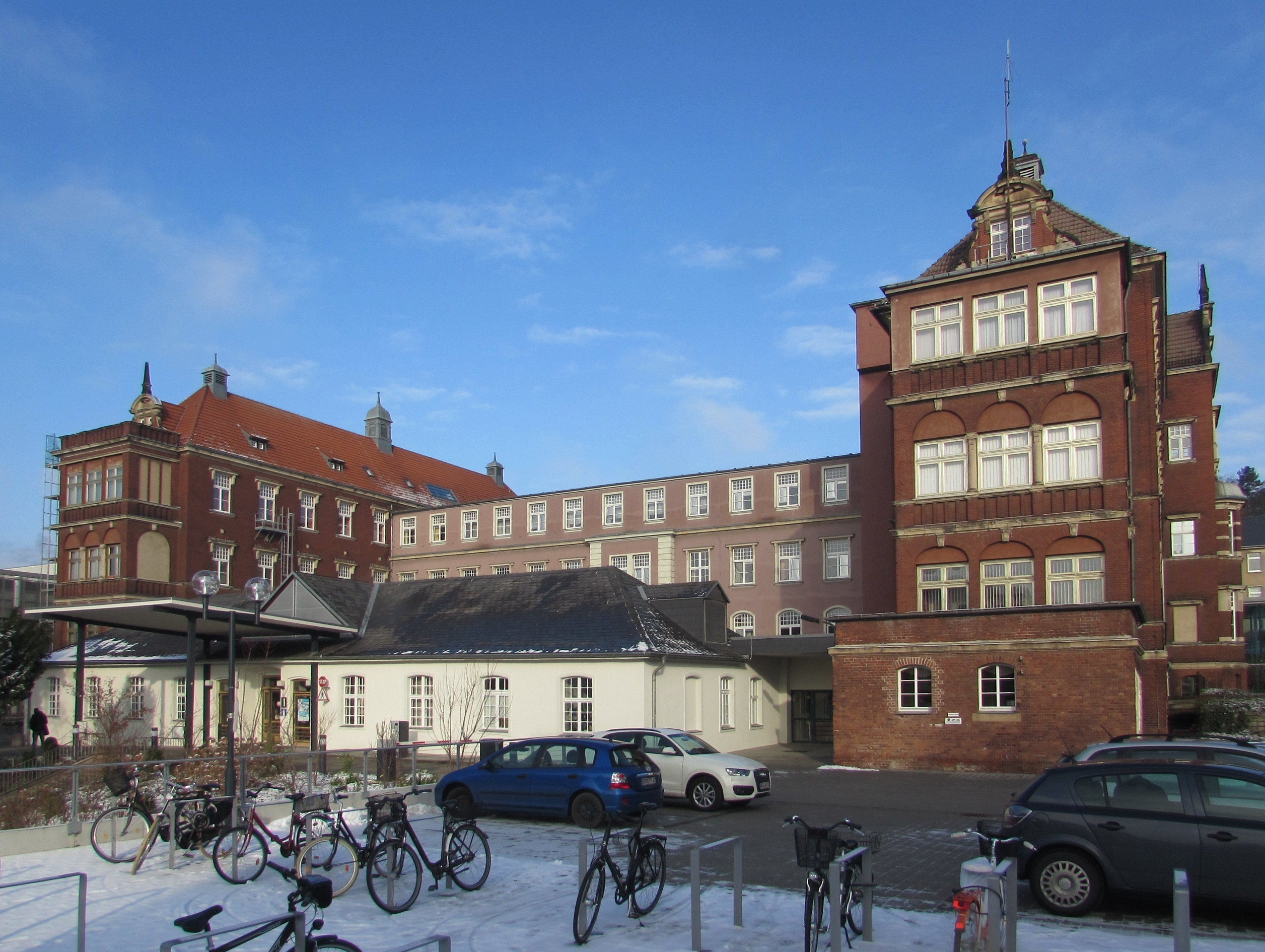
Hauptgebäude (Haus 1)

Die über hundertjährige Geschichte des Krankenhauses an der Hochstraße begann am 1. Juli 1901. An diesem Tag wurde das neue städtische Krankenhaus am zu dieser Zeit außerhalb der Brandenburger Altstadt gelegenen Marienberg der Öffentlichkeit übergeben. Zuvor war das städtische Krankenhaus am Altstädtischen Markt im Sekretariats- und Syndikatshaus und dem sich anschließenden Nebengebäude untergebracht. Das mittlerweile unter Denkmalschutz stehende neue Krankenhausgebäude, heute Sitz der Verwaltung, wurde nach Entwürfen des Architekten Berliner Baurates Heino Schmieden erbaut. Es handelt sich um ein dem Historismus zuzurechnendes Bauwerk, welches überwiegend aus unverputzten roten Mauerziegeln gefertigt wurde. Initial war es mit 150 Betten belegt.
Da die Bevölkerungszahl Brandenburgs in den folgenden Jahrzehnten anstieg und aufgrund der zunehmenden Technisierung der Medizin reichte der Bau nach einigen Jahren nicht mehr aus, sodass Erweiterungen vorgenommen wurden. So wurde im Jahr 1927 östlich vom Haupthaus ein zweiflügeliger Neubau errichtet. Zwischen 1937 und 1939 wurde ein Verwaltungsgebäude und das Gartenhaus, welches Graues Haus genannt wird, errichtet.
Westlich des Hauptgebäudes wurde ab 1939 ein provisorischer Barackenkomplex errichtet, der in der DDR unter anderem eine Kinderstation und die gynäkologisch-onkologische Station F 5 beherbergte. Dieser Komplex wurde erst im Zuge des westlichen Neubaus entfernt.

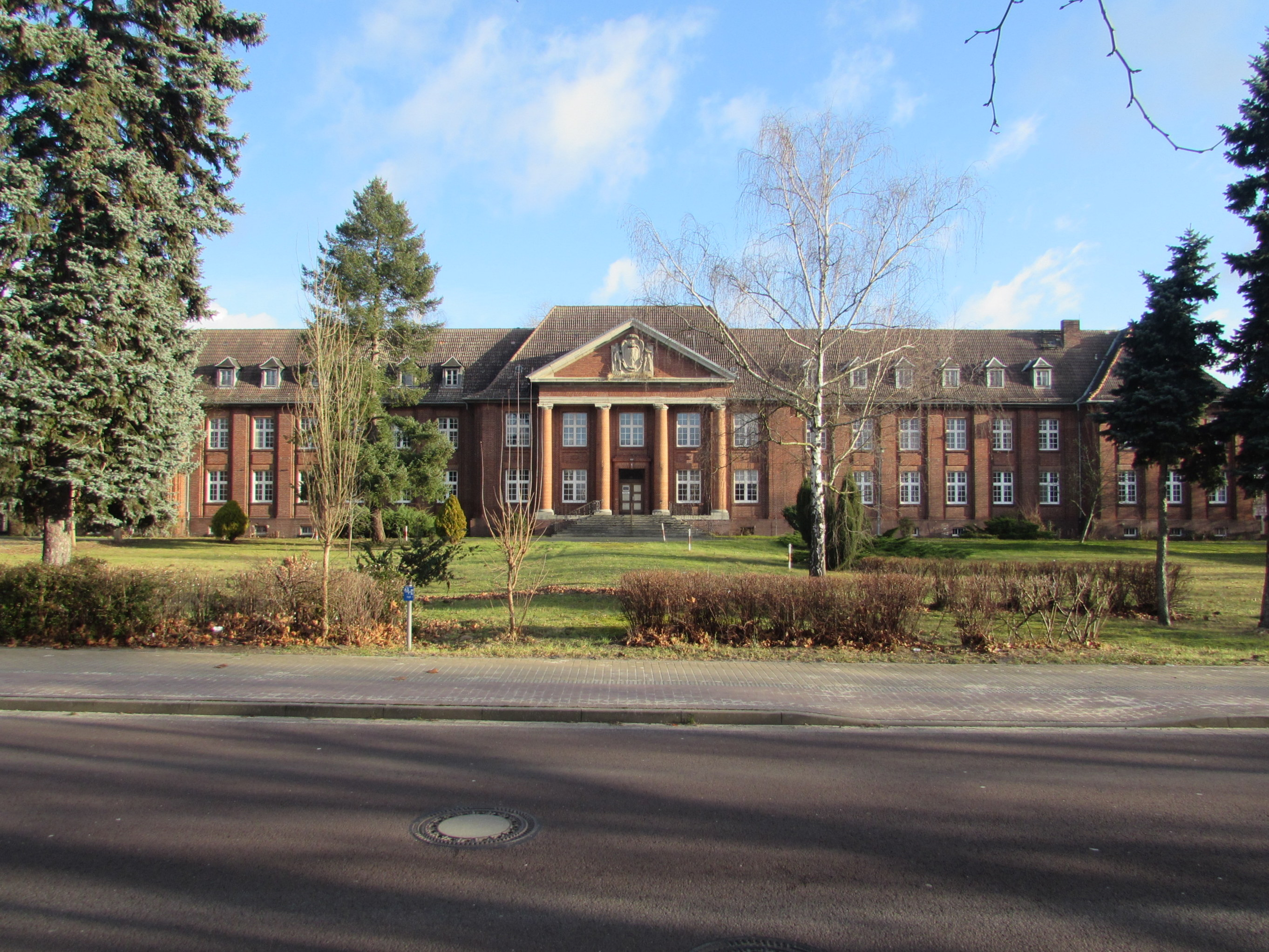
Ehemalige Außenstelle des Klinikums in Kirchmöser

In der DDR wurde das Klinikum zu einem Bezirkskrankenhaus. Es war zentrales Klinikum für die umliegenden Städte und Gemeinden. In der Folge wurde im nach der Eingemeindung zur Stadt Brandenburg gehörenden Kirchmöser eine Außenstelle mit Kliniken für Orthopädie, für Ophthalmologie und für Hals-Nasen-Ohrenheilkunde errichtet. Erweiterungsbauten an der Hochstraße waren 1970 ein Kinderbettenhaus und 1975 ein Gebäude für Laboratoriumsmedizin. So verfügte das Klinikum einschließlich seiner Außenstelle in Kirchmöser zur Mitte der 1980er Jahre über mehr als 1000 Betten.
In den 1960er Jahren fungierte Hans-Georg Großmann als Ärztlicher Direktor und Chef der Frauenklinik am Bezirkskrankenhaus Brandenburg/Havel.

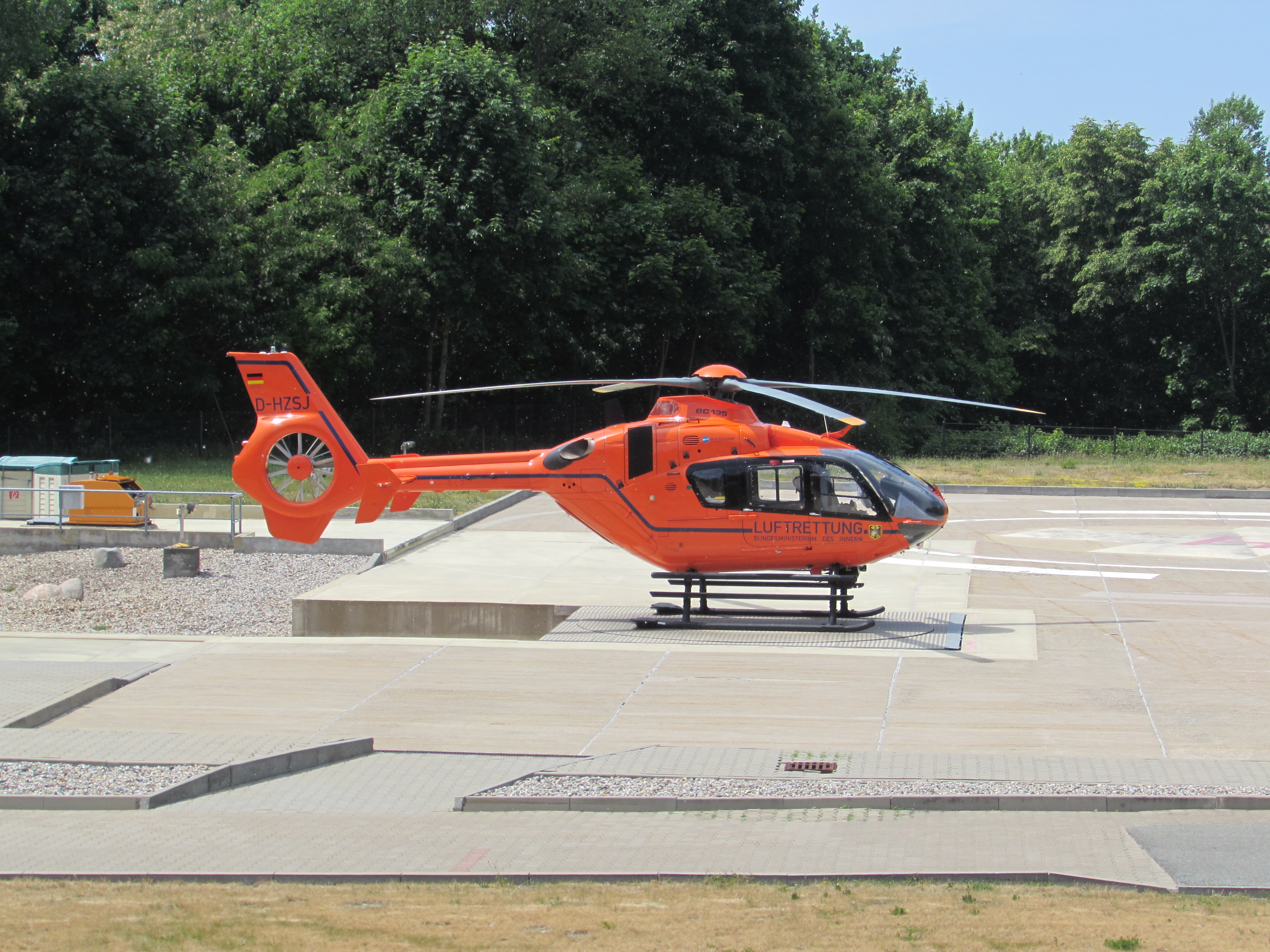
Der Rettungshubschrauber Christoph 35 ist fest am Städtischen Klinikum stationiert.

1992 wurde das Bezirkskrankenhaus in Städtisches Klinikum Brandenburg umbenannt. Im folgenden Jahr wurde der Rettungshubschrauber Christoph 35 am Klinikum auf dem Marienberg stationiert, der direkt an das Klinikum angebunden wurde. Das Klinikum besetzt seither den Notarzt für die Luftrettung im westlichen Land Brandenburg und östlichen Sachsen-Anhalt. Größere Modernisierungs-, Umbau- und Neubaumaßnahmen am Klinikum wurden seit den 1990er Jahren durchgeführt. 1994 zog die Hals-, Nasen-, Ohrenklinik von Kirchmöser in einen Neubau an den Marienberg. Weiterhin wurde eine Klinik für Neurochirurgie neu etabliert.

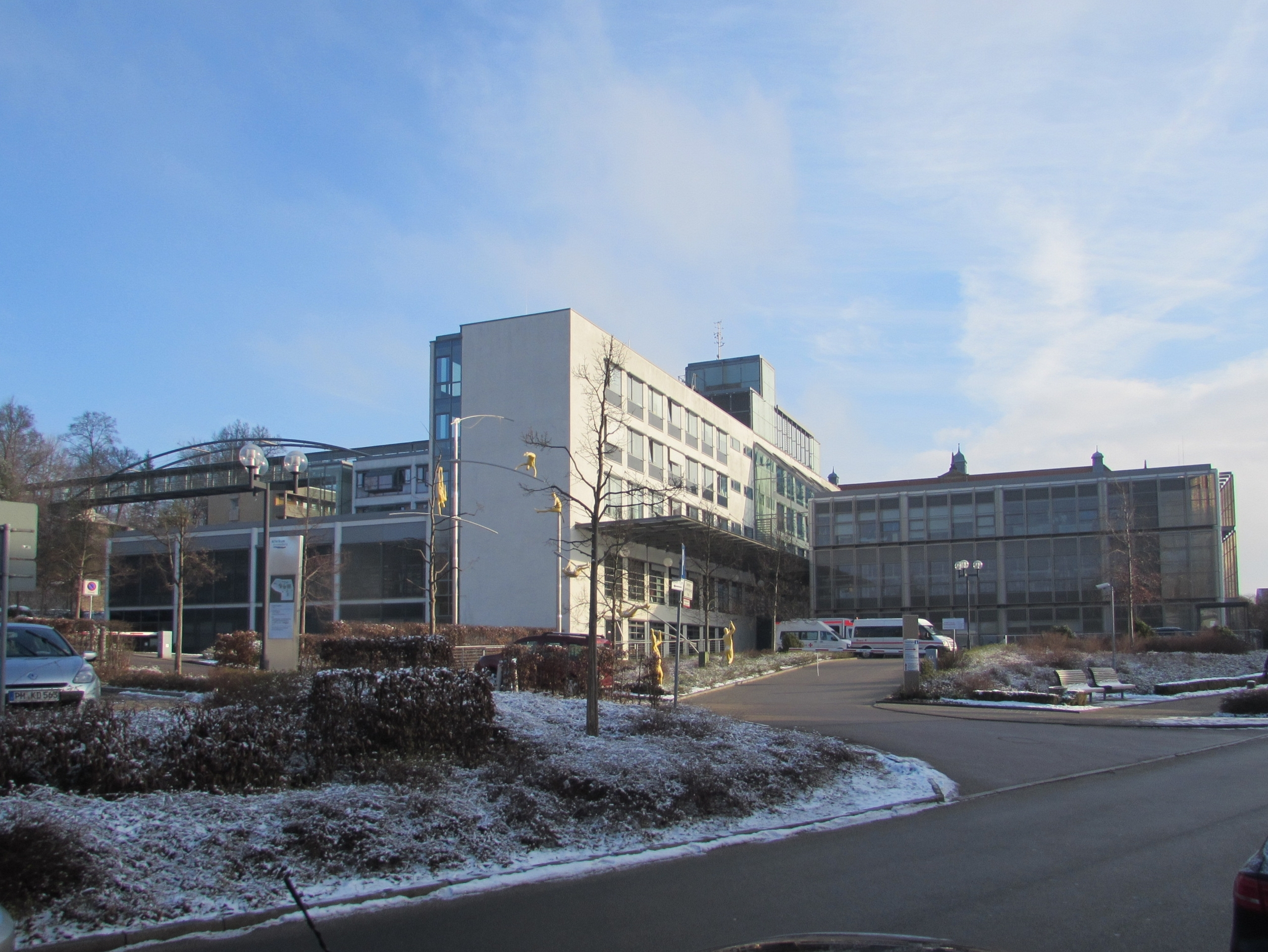
Westlicher Neubau (Haus 2)

2002 wurde westlich des Haupthauses ein Neubau eröffnet. In diesem befindet sich die zentrale Operationsabteilung des Klinikums mit zehn Sälen, eine Entbindungsabteilung mit angeschlossener Neonatologie, eine Intensivstation und die Rettungsstelle für Brandenburg an der Havel und Umgebung. Weiterhin sind die Institute für Radiologie, Pathologie und eine Funktionsabteilung der Inneren Kliniken untergebracht.

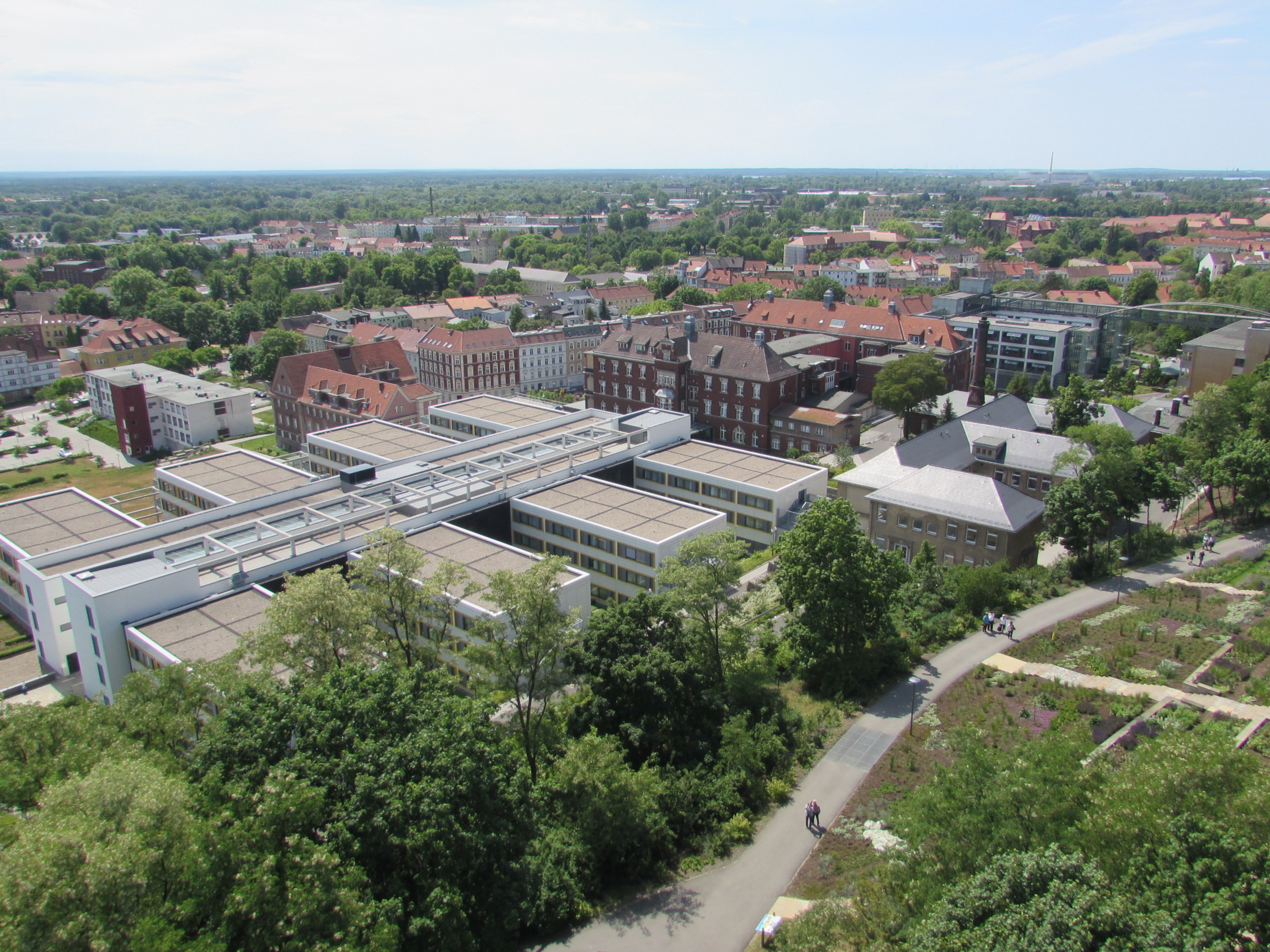
Das Klinikgelände vom Marienberg fotografiert; im Vordergrund links der östliche Klinikneubau (Haus 3)

Ein Jahr später, 2003, wurde die Außenstelle in Kirchmöser geschlossen und die Kliniken für Augenheilkunde und für Orthopädie zogen in die Hochstraße. 2011 wurde der Neubau Ost eröffnet. In diesem sind 319 Betten untergebracht. Räumlichkeiten werden von den chirurgischen und orthopädischen Kliniken, den Kliniken für Innere Medizin, der Urologie, der Augenambulanz, der Hals-, Nasen-, Ohrenheilkunde genutzt. Weiterhin befindet sich in diesem Neubau ein interdisziplinäres Aufnahmezentrum und die Physiotherapie.
2014 wurde das Städtische Klinikum Brandenburg, vorher ein Krankenhaus der Regelversorgung, als ein Krankenhaus der Schwerpunktversorgung anerkannt. Das Klinikum ist anteiliger Eigentümer der am 28. Oktober 2014 gegründeten privaten Medizinischen Hochschule Brandenburg und seit der Gründung dieser Hochschulkrankenhaus.
2018 wurde eine zweite Intensivstation für die Klinik der Inneren Medizin eröffnet. Die bereits vorhandene Intensivstation behandelt seitdem vorwiegend Patienten der allgemeinen, Unfall- und Neurochirurgie. Im gleichen Jahr zogen die Pathologie und die Krankenhausapotheke in einen Neubau. Eine Dialysestation wurde ins Leben gerufen.
Am 4. September 2021 wurde das Krankenhaus in Universitätsklinikum Brandenburg an der Havel umbenannt.

## Struktur

### Betreiber und Kennzahlen
Das Klinikum wird von der kommunalen Betreibergesellschaft Städtisches Klinikum Brandenburg GmbH (kurz SKB GmbH) betrieben, deren Alleingesellschafter die Stadt Brandenburg an der Havel ist. Die SKB GmbH ist das Mutterunternehmen des gleichnamigen Konzerns, der per 31. Dezember 2014 die folgenden weiteren Gesellschaften mit Sitz in Brandenburg an der Havel umfasste: Klinik Service Center GmbH (51 Prozent), Gesundheitszentrum Brandenburg an der Havel GmbH (100 Prozent) und Klinik-Labor Brandenburg an der Havel GmbH (100 Prozent). Ferner bestanden seitens der SKB GmbH zum 31. Dezember 2014 folgende bedeutende Beteiligungsverhältnisse (assoziierte Unternehmen): Klinikum Westbrandenburg GmbH mit Sitz Potsdam (50 Prozent; Perinatalzentrum Level 1) und Medizinische Hochschule Brandenburg Campus GmbH mit Sitz Neuruppin (33,33 Prozent).
Mit Stand 31. Dezember 2014 wies der Konzern 92,6 Millionen Euro Umsatz aus, wovon rund 90 Prozent unmittelbar auf die SKB GmbH entfielen. 2014 waren durchschnittlich 1163 Mitarbeiter (Vollzeitäquivalent) im Konzern beschäftigt.
Geschäftsführerin der Städtisches Klinikum Brandenburg GmbH ist Gabriele Wolter. Vorsitzender des Aufsichtsrats ist Andreas Herzog, Ärztliche Direktoren sind Roland Becker und Mathias Sprenger, Pflegedirektor ist Ronny Seering.

### Kliniken
Das Universitätsklinikum umfasst folgende Einzelkliniken:
- Klinik für Allgemein- und Viszeralchirurgie
- Klinik für Anästhesiologie und Intensivtherapie
- Klinik für Augenheilkunde
- Klinik für HNO, Gesichts- und Halschirurgie
- Klinik für Frauenheilkunde und Geburtshilfe
- Klinik für Gefäßchirurgie
- Zentrum für Innere Medizin I mit den Schwerpunkten Kardiologie, Angiologie und Pulmologie
- Zentrum für Innere Medizin II mit den Schwerpunkten Gastroenterologie/Diabetologie und Onkologie/Palliativmedizin
- Klinik für Kinder- und Jugendmedizin (als Teil des Klinikums Westbrandenburg – 50  % Universitätsklinikum Brandenburg, 50  % Klinikum Ernst von Bergmann) mit Zentrum für Mukoviszidose, pädiatrische Pneumologie und Allergologie
- Klinik für Kinder- und Jugendchirurgie & -urologie (als Teil des Klinikums Westbrandenburg – 50  % Universitätsklinikum Brandenburg, 50  % Klinikum Ernst von Bergmann)
- Klinik für Neurochirurgie
- Klinik für Neurologie
- Zentrum für Orthopädie und Unfallchirurgie
- Klinik für Urologie und Kinderurologie
- Notaufnahme – Die Notaufnahme stellt einen eigenen Fachbereich dar. Hier werden seit 2017 auch Patienten für bis zu 24 Stunden aufgenommen. Während der COVID-19-Pandemie werden im stationären Bereich der Notaufnahme anstelle der stationären Patienten Verdachtsfälle und positiv getestete Patienten erstversorgt.

### Institute
Das Universitätsklinikum umfasst folgende Institute:
- Institut für Klinische Genetik
- Institut für diagnostische und interventionelle Radiologie
- Institut für Laboratoriumsmedizin
- Institut für Pathologie
- Nuklearmedizin

### Gesundheitszentrum Brandenburg
Das Gesundheitszentrum Brandenburg ist eine Tochtergesellschaft der Städtisches Klinikum Brandenburg GmbH. Es ist an zwölf Standorten in Brandenburg an der Havel und Umgebung (Premnitz, Golzow, Bad Belzig, Päwesin und Wollin) angesiedelt und dient unter anderem der ambulanten medizinischen Versorgung. Im Gesundheitszentrum sind die Institute im Klinikum an der Hochstraße und eine Vielzahl weiterer Facharztpraxen an den beiden anderen Standorten in der Stadt in Form eines medizinischen Versorgungszentrums organisiert. So gibt es beispielsweise allgemeinmedizinische, HNO-ärztlich oder kinderärztliche Praxen im Gesundheitszentrum.

### Weitere Einrichtungen
Neben den Kliniken und Instituten verfügt das Städtische Klinikum über weitere Einrichtungen, so eine zentrale Apotheke. Diese Apotheke versorgt insgesamt rund 1550 Krankenhausbetten, neben jenen des Städtischen Klinikums die weiteren Krankenhäuser in der Stadt Brandenburg und den Rettungsdienst in Brandenburg an der Havel. Ferner unterhält das Klinikum u. a. eine Abteilung Physiotherapie sowie verschiedene interdisziplinäre Zentren.

## Forschung und Lehre
Das Städtische Klinikum ist in die medizinische Forschung und Lehre eingebunden.

### Medizinische Hochschule Brandenburg

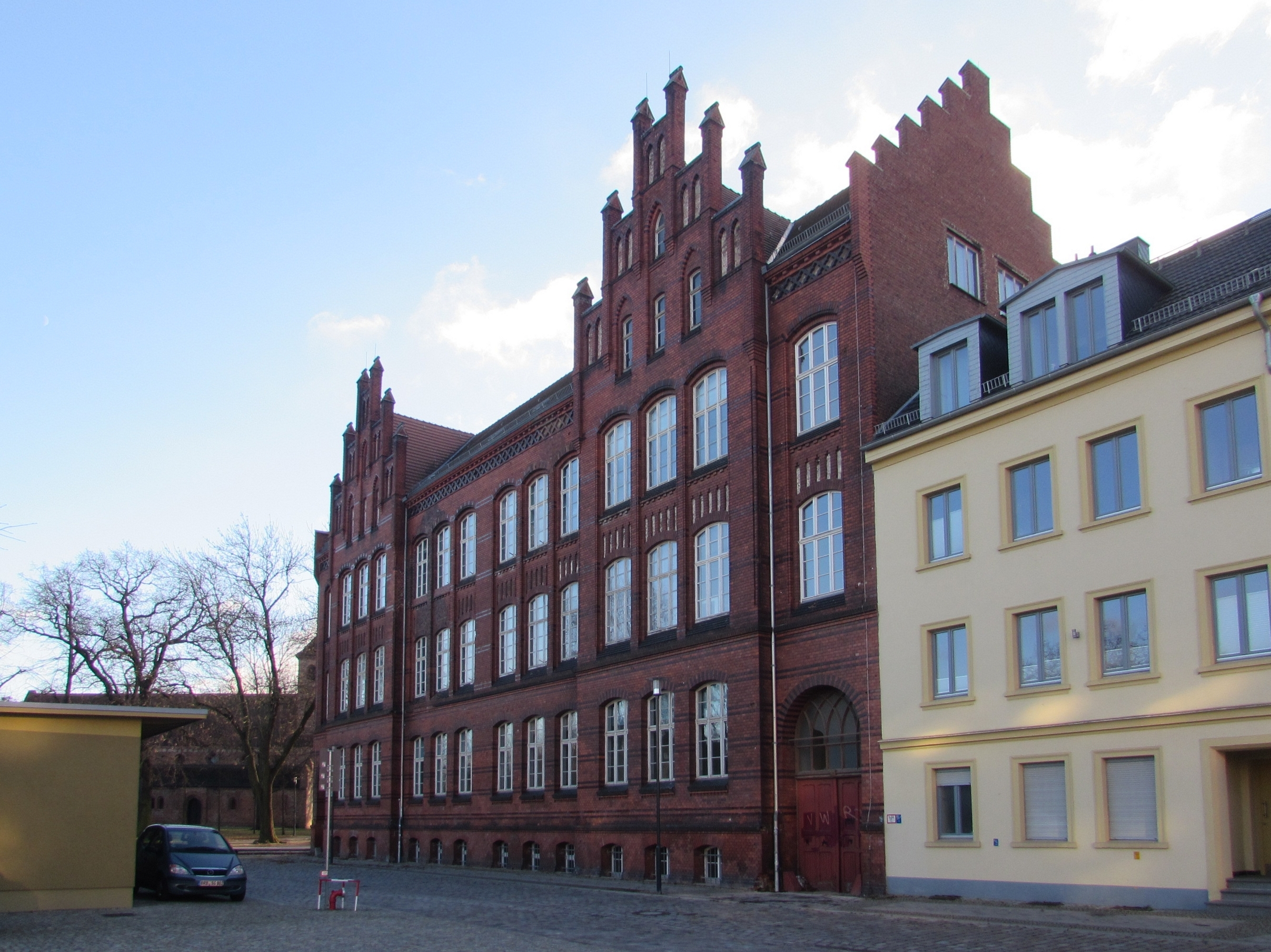
Seminargebäude der Hochschule am Nicolaiplatz 19

Die Städtische Klinikum Brandenburg GmbH ist mit 33,33 Prozent neben dem Universitätsklinikum Ruppin-Brandenburg in Neuruppin und der Immanuel Albertinen Diakonie mit dem Immanuel Klinikum Bernau Herzzentrum Brandenburg in Bernau bei Berlin und der Immanuel Klinik Rüdersdorf in Rüdersdorf bei Berlin an der Trägergesellschaft der privaten Medizinischen Hochschule Brandenburg beteiligt. Diese Hochschule wurde auf vorrangigem Betreiben von Mitarbeitern des Brandenburger Klinikums und dem Universitätsklinikum Ruppin-Brandenburg, die ebenfalls 33,33 Prozent an der Trägergesellschaft halten, am 28. Oktober 2014 gegründet. Beide Einrichtungen sind seither Universitätskliniken der Medizinischen Hochschule und an der theoretischen und praktischen Ausbildung der Humanmediziner im Land Brandenburg maßgeblich beteiligt. Neben der in Universitätsklinikum Brandenburg an der Havel umbenannten Einrichtung und dem Universitätsklinikum Ruppin-Brandenburg ist auch die Immanuel Diakonie als Krankenhauseinrichtung zu 11,12 Prozent Teilhaber. Die ärztliche Ausbildung an der Medizinischen Hochschule startete im April 2015 (Sommersemester). Planmäßig werden 2021 die ersten Brandenburger Absolventen ihr Staatsexamen ablegen. In Brandenburg werden die Studierenden vor allem im klinischen Studienabschnitt theoretisch und praktisch ausgebildet.

### Technische Hochschule Brandenburg
Die Städtische Klinikum Brandenburg GmbH kooperiert seit 2007 mit der Technischen Hochschule Brandenburg. Die Hauptaktivitäten im Schwerpunktbereich Gesundheit – Medizininformatik – Telemedizin liegen in den Forschungsfeldern der Bildgebenden Systeme, der Signalverarbeitung, der Bioinformatik, der Künstlichen Intelligenz und der Computervisualisierung. Seit 2010 wird der Bachelorstudiengang Medizininformatik durch eine Stiftungsprofessur der Städtisches Klinikum Brandenburg GmbH unterstützt.

### Charité
Das Krankenhaus war seit den 1990er Jahren als akademisches Lehrkrankenhaus der Berliner Charité in die ärztliche Ausbildung eingebunden. Studenten der Humanmedizin der Charité leisteten beispielsweise Famulaturen und Teile des Praktischen Jahres in Brandenburg ab. Zum 31. Juli 2013 kündigte die Charité den seit Januar 1999 gültigen Vertrag.

### Medizinische Schule

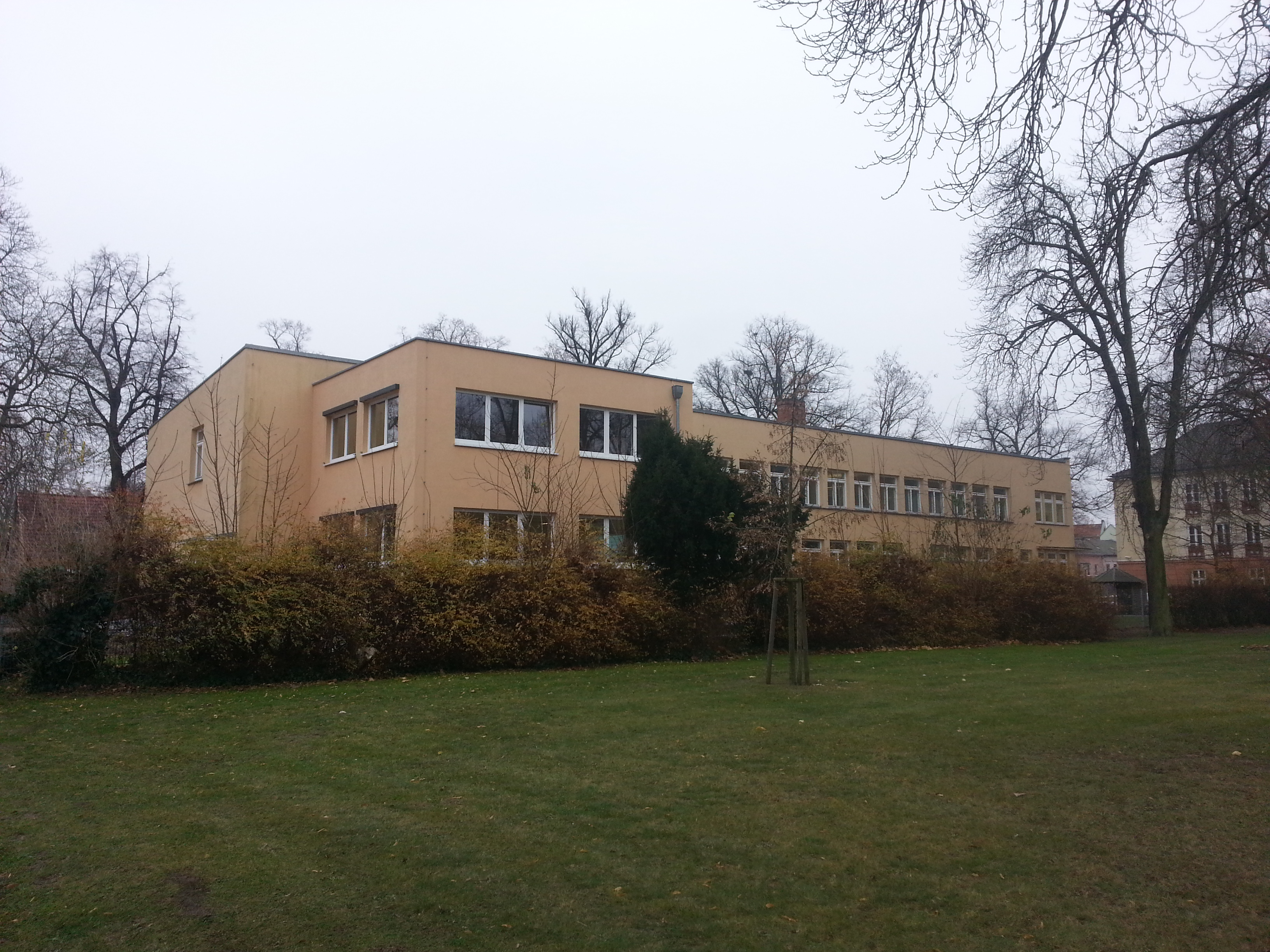
Gebäude der Medizinischen Schule in der Vereinsstraße 1 am Gertrud-Piter-Platz.

Die Medizinische Schule am Universitätsklinikum Brandenburg an der Havel wurde 1911 gegründet. Sie ist staatlich anerkannt und verfügt über insgesamt 225 genehmigte Ausbildungsplätze in den Fachrichtungen Gesundheits- und Krankenpflege, Gesundheits- und Kinderkrankenpflege, Operationstechnische Assistenz und in der Physiotherapie. Neben dem Städtischen Klinikum lassen weitere Gesundheitseinrichtungen ihre Mitarbeiter an der Medizinischen Schule in Brandenburg ausbilden. Dies sind beispielsweise die Asklepios Fachkliniken und die Neurologische Rehabilitationsklinik in Beelitz-Heilstätten. Leiter der Schule war von 2004 bis 2018 der ehemalige Oberbürgermeister der Stadt Brandenburg Helmut Schliesing. Die Räumlichkeiten der Medizinischen Schule in der Vereinsstraße 1 befinden sich im Gebäude des ehemaligen Wehrkreiskommandos der NVA, welches später von der Stadtverwaltung der Stadt Brandenburg an der Havel genutzt wurde. Vor dem Bezug dieser Immobilie befand sich die Medizinische Schule am Gertrud-Pieter Platz, 130 m nördlich vom jetzigen Standort. Während der DDR-Zeit wurde das mittlere medizinische Personal in einem Gebäude in der Rudolf-Breitscheid-Straße 40 (heute wieder Kleine Gartenstraße) unterrichtet. Die Bildungseinrichtung wurde zu dieser Zeit Medizinische Fachschule genannt.